# 大秦帝国
『大秦帝国』（だいしんていこく）は、2006年に中華人民共和国で製作された、全51話のテレビドラマ。題名は『大秦帝国』であるが、始皇帝の誕生以前である戦国時代の秦の興隆を描いている。
中国語原題は、放送当初は『大秦帝国』だったが、続編が発表された後、『大秦帝国之裂変』に改名された。

## 概要
孫皓暉の同名小説を原作とし、孫は自ら脚本を担当した。秦が弱小国から強国へと発展していく歴史を、「商鞅の変法」を中心に描いた作品である。国を中原に並ぶ大国にするために富国強兵を志す孝公、そして孝公に仕える商鞅の智勇共に超人的な活躍を描いている。
日本では、短縮版は2部構成の映画として2009年6月に劇場公開され、第1部はテレビ北海道の映画放送番組シネマ☆ランデブーで放送された。また全5話に編集され、チャンネルNECOでも放送された。短縮版はDVD-BOXが発売され、日本語への吹き替えもされた。全51話の字幕版は、チャンネル銀河で2010年8月7日より放映されたが、ソフト化はされていない。
日本放送版の監修は鶴間和幸。

## 登場人物・キャスト
役名、配役、短縮版日本語吹替

### 主要人物
- 衛鞅：王志飛（中国語版）（ワン・ジーフェイ）…家中宏
魏の宰相・公叔座の元で学ぶ法家の書生。公叔座の死後、斉や韓を経たのちに求賢令が発布された秦に赴き、渠梁と出会い生涯の知己となる。さらに、戦に出ても貴族と違って報われない農民たちの暮らしを間近に見たことで、身分や先祖の功績にとらわれない、個人に対して信賞必罰の、厳格な法治による富国強兵を唱える。後に商於（中国語版）に封じられ、商鞅と呼ばれる。
- 嬴渠梁：侯勇（中国語版）（ホウ・ヨン）…古澤徹
後の秦・孝公。献公と太后の息子。虔の異母弟、熒玉の同母兄。21歳で即位し、長年にわたる様々な戦いで弱体化した秦の舵取りを担う。それまでのやり方を堅持するばかりでは国を変えられないとして、広く天下に賢人を募る求賢令を発布。衛鞅と出会い、彼を生涯の知己とする。秦の人間としては比較的冷静で忍耐力のある人物として描かれる一方、衛鞅からは『ここぞというところで(情による)人治に戻ってしまう』とも評される。
- 白雪：高圓圓（ガオ・ユエンユエン）…東條加那子
白圭[2]の娘で魏の国都・安邑にある酒場（洞香春）の女主人。衛鞅の思い人。莫大な財力を持つ商人であり、人脈も広い。各国の情報に精通する。

### 秦
『犬も逃げ出す』と言われるほどの貧国。かつては穆公のような名君もいたが、献公の即位前に長く贏氏一族の内紛が続き、国力が弱体化した。
- 嬴虔（中国語版）：盧勇（中国語版）（ルー・ヨン）…仲野裕
献公の長子。渠梁、熒玉の異母兄。一歳で生母を亡くしてからは太后に育てられ、弟妹と分け隔てない愛情を注がれた。成長してからは武闘派の上将軍として名をはせ、一部の貴族らからは献公の後継と目されるが、本人は野心を持つことなく弟の即位に力を貸す。渠梁の即位後は、国力強化を模索する彼の良き相談相手となり、求賢令の発布や国外の書生を取り立てることに難色を示す貴族らの不満を、先頭に立って抑えた。後に、将軍から太子(甥である贏駟)の傅役となる。
- 献公：許還山（中国語版）（シュー・ホワンシャン）…麦人
秦の君主。虔、渠梁、熒玉の父。即位前に一族の内紛によって都をおわれ、三十年近く流浪の身だった。毒矢に当たって死去。
- 太后：呂中（リュイ・チョン）…久保田民恵
献公の正妻。渠梁と熒玉の生母。虔の養母。駟車庶長の位にあり、夫の没後は贏氏一族の族長ともなる。
- 熒玉：斉芳（中国語版）（チイ・ファン）…石川綾乃
献公と太后の娘。虔の異母妹、渠梁の同母妹。秦の公主。活発で武闘派。
- 嬴駟：劉乃芸（リウ・ナイイー）
孝公の長子。後の恵文王。
- 甘龍（中国語版）：孫飛虎（中国語版）（スン・フェイフー）…小山武宏
秦の上大夫。
- 黒伯：姜化霖
秦の内侍長。
- 杜摯（中国語版）：盧映（ルー・イン）
秦の中大夫。甘龍の弟子。
- 公孫賈：仇永力（チュオ・ヨンリー）
秦の長史。
- 景監（中国語版）：于洋（中国語版）（ユイ・ヤン）
秦の軍都尉[3]。
- 子岸：郭常輝（グォ・シャンホゥイ）
秦の国都・櫟陽の県令。
- 子車英：侯祥玲（ホウ・シャンリン）
秦の車都尉。子車氏[4]の子孫で車英と呼ばれている。
- 甘成：劉冰峰
甘龍の息子。
- 孟坼：焦長道
秦の貴族・孟氏。
- 西乞弧：任希鴻
秦の貴族・西乞氏。
- 白縉：李卓
秦の貴族・白氏。
- 百里遙：午馬（ウー・マ）
百里奚の子孫。
- 玄奇：苑冉（中国語版）（ユエン・ラン）
百里遙の孫娘で墨子の弟子。
- 侯嬴：陳之輝（中国語版）
白圭の食客で渭風古寓（櫟陽にある洞香春の支店）の執事。
- 荊南：孫蛟龍（中国語版）
衛鞅の護衛。
- 王軾：任偉
櫟陽の県令。
- 樗里疾：毛樂
商於（中国語版）の県令[5]。
- 黒棗：李菲兒（中国語版）
商於の黒林村に住む嬴駟の思い人。
- 扁鵲：梅生翔
伝説の名医。別名は秦越人。
- 趙良（中国語版）：張炳琪
稷下の学士。

### 魏
- 魏恵王：李立群（リー・リーチュン）…佐藤祐四
魏の第3代君主。
- 公子卬（中国語版）：王輝（中国語版）（ワン・ホゥイ）…内田直哉
恵王の弟。
- 太子申（中国語版）：劉牧（中国語版）
恵王の息子で魏の太子。
- 公叔座（中国語版）：杜雨露（中国語版）（ドゥ・ユールー）…宝亀克寿
魏の丞相。衛鞅の師。
- 龐涓：尤勇（ヨウ・ヨン）…間宮康弘
魏の上将軍。
- 龍賈：姜華
河西守将。紀元前340年、呉城の戦い（中国語版）で秦軍に大敗し自害[6]する。
- 晋鄙：盧超凡
河西軍の副将。

### 斉
- 斉威王：季晨（中国語版）
田斉の第4代君主。
- 慎到：李世德
法家で稷下の学士。
- 孫臏：董祁明
田忌の食客で斉の軍師。
- 田忌（中国語版）：
斉の武成君。

### 韓
- 昭侯：
韓の君主。宰相として申不害を取り立てる。
- 申不害：趙冬柏
法家で韓の宰相。

### 墨家
- 禽滑釐：周玉華
墨家の第2代総帥（鉅子）。
- 鄧陵子（中国語版）：王迎奇
墨家の非攻院掌事。
- 相里勤：
墨家の総掌事。

## DVD
『大秦帝国 DVD-BOX』
発売・販売元：エスピーオー、2009年6月12日発売
5枚組。短縮版を収録。中国語オリジナル音声と日本語吹き替え音声を両方収録。

## 続編
- 大秦帝国 縦横 ＝強国への道＝（原題：大秦帝国之纵横、2012年）
- 昭王〜大秦帝国の夜明け〜（原題：大秦帝国之崛起、2017年）
- 始皇帝 天下統一（原題：大秦赋、2020年）